# Pets United
Pets United (en español, Mascotas unidas) es una película animada dirigida y escrita por Reinhard Klooss y protagonizada por Natalie Dormer, Eddie Marsan y Jeff Burrell.
La película se estrenó en China el 8 de noviembre de 2019. En los Estados Unidos, Netflix agregó la película a su servicio de streaming el 11 de septiembre de 2020.

## Reparto
| Personaje    | Actor original   | Actor de doblaje |
| ------------ | ---------------- | ---------------- |
| Roger        | Patrick Roche    | Ernesto Mascarúa |
| Belle        | Natalie Dormer   | Irene Jiménez    |
| Ronaldo      | Jeff Burrell     | Rafael Pacheco   |
| Sophie       | Teresa Gallagher | América Torres   |
| Walter       | Harvey Friedman  | Mauricio Pérez   |
| Frank Stone  | Eddie Marsan     | Gerardo García   |
| Sheriff Bill | Ian Odle         | Óscar Rangel     |

## Sinopsis
Un astuto perro y una gatita consentida lideran a un equipo de héroes inesperados después de que su ciudad se vea asediada por el malvado alcalde y su ejército de robots.

## Lanzamiento
Pets United fue estrenada el 8 de noviembre de 2019 en China. y el 11 de septiembre de 2020 a nivel mundial.